# Habevolutopsius
Habevolutopsius is een geslacht van weekdieren uit de klasse van de Gastropoda (slakken).

## Soorten
- Habevolutopsius attenuatus (Dall, 1874)
- Habevolutopsius hirasei (Pilsbry, 1907)
- Habevolutopsius sakhalinensis Kantor, 1985
- Habevolutopsius savilovi Kantor, 1985